# DETUNE
株式会社DETUNE（デチューン）は東京都杉並区に所在する音楽制作会社である。社長はナムコ（後のバンダイナムコゲームス）出身の佐野信義。

## 概要
一般的に「デチューン」とは「性能を落とす、性能を下げる」の意味であるが、シンセサイザーの用語では「音程をずらすことで音域を広げ、変化させる」パラメーターとして用いられることから、同社の作品が世の中に変化をもたらすという意味を社名に込めた。
創業時より音楽CDの制作・販売も手がけてきたが、2019年3月31日をもって撤退。

## 作品

### 音楽CD
- 「CLUB M01」 - KORG M01だけで製作された楽曲集
- 「Brightness」 - sanodg
- 「Gradation」 - sanodg
- 「Sanodg's Drawings for 23 minutes at an Exhibition」 - sanodg
- 「電磁マシマCD」
- 「Sanodg's Drawings for 23 minutes at an Exhibition 2」 - sanodg
- 「Sanodg's Drawings for 23 minutes at an Exhibition 3」 - sanodg
- 「KORG M01D Super Users Official Compilation vol.1」

### iOS用アプリケーション
- I am Synth
- I am Sampler
- DPC-100
- Handy Harp
- iYM2151
- KORG iMS-20

### ニンテンドーDS用ソフト
- KORG M01

### ニンテンドー3DS用ソフト
- KORG M01D
- KORG DSN-12

### Nintendo Switch用ソフト
- KORG Gadget for Nintendo Switch